# Paolo Mazza (piłkarz)
Paolo Mazza (ur. 27 października 1961 w San Marino) – sanmaryński piłkarz występujący na pozycji napastnika, reprezentant San Marino w latach 1991–1993, trener piłkarski.

## Kariera klubowa
W 1970 roku razem z młodszym bratem Marco rozpoczął treningi w amatorskim klubie Urbetevere Calcio. W latach 1977–1981 trenował w szkółce piłkarskiej UC Sampdoria. W wieku 20 lat został włączony do kadry pierwszego zespołu i zaliczył 4 występy w Serie B, w których zdobył 1 gola. Po sezonie 1981/82 Sampdoria wywalczyła awans do Serie A, jednak decyzją sztabu trenerskiego Mazza odszedł na roczne wypożyczenie do Teramo Calcio (Serie C2), gdzie w 28 meczach strzelił 15 goli. Od 1983 roku grał on w zespołach występujących w niższych ligach włoskich. Karierę zawodniczą zakończył w 1996 roku jako zawodnik Pomezii Calcio.

## Kariera reprezentacyjna
27 marca 1991 zadebiutował w reprezentacji San Marino w przegranym 1:3 meczu z Rumunią w eliminacjach Mistrzostw Europy 1992. 10 marca 1993 wystąpił w zremisowanym 0:0 spotkaniu przeciwko Turcji w kwalifikacjach Mistrzostw Świata 1994. Był to pierwszy w historii punkt wywalczony przez San Marino w meczach eliminacyjnych. Ogółem w latach 1991–1993 rozegrał on w reprezentacji 14 spotkań, nie zdobył żadnej bramki.

## Kariera trenerska
W latach 2015–2018 prowadził włoskie kluby występujące na poziomie Promozione Lazio i Eccellenza Lazio: UniPomezia 1938 (awans do Eccellenzy), Atletico Torrenova 1986 oraz Lepanto Marino. Latem 2018 roku zaoferowano mu kontrakt na posadę trenera US Cavese 1919 (Eccellenza Lazio), który odrzucił z powodów osobistych.

## Życie prywatne
Jego młodszy brat Marco (ur. 1963) również był piłkarzem. W latach 1991–1993 obydwaj występowali wspólnie w reprezentacji San Marino.